# أداة الحضور في أي مكان
الحضور في أي مكان هي أداة برمجية لعقد مؤتمرات الفيديو على شبكة الإنترنت التي تستخدم لتقديم استشارات الفيديو للمرضى ومستخدمي الخدمة من خلال العيادات الافتراضية المعروفة باسم "غرف الانتظار". تم إنتاجها من قبل منظمة غير ربحية ضمن قطاع الصحة العامة الأسترالي ومقرها في ملبورن، يتم استخدامها كجزء من برامج استشارات الفيديو المنسقة من قبل القطاع الصحي أو الحكومة ولكنها غير متاحة للعقود مع مقدمي الرعاية الصحية على أساس فردي، يتوفر هذا البرنامج في أستراليا مجانًا للمستشفيات العامة الأسترالية ولمعظم الجمعيات الخيرية والمنظمات غير الربحية
أدى وباء كوفيد-19 في إنجلترا إلى تحولات جذرية في مواعيد الفيديو حيث تم إلغاء معظم المواعيد الروتينية للمرضى الخارجيين. تم تثبيت برنامج Attend Anywhere عبر مؤسسات NHS في إنجلترا في مارس 2020 بدعم من NHSX وبحلول مايو 2020، اُستُخدم لأكثر من 79000 استشارة. كشف طلب حرية المعلومات الذي تمت الإجابة عليه من قبل NHS Improvement في 23 يونيو 2020 أنه "تم شراء عقد استشارة العيادات الخارجية عبر الفيديو الوطني، استجابةً لوباء كوفيد-19 بموجب G-Cloud 11 وتم منحه للحضور في أي مكان مقابل ما يصل إلى 4.85 جنيهًا إسترلينيًا باستثناء ضريبة القيمة المضافة ويسري من 17 مارس 2020 إلى 16 مارس 2021."  اُستُخدم بالفعل على نطاق واسع في اسكتلندا وويلز.  يسمح النظام للمرضى برؤية الطبيب عبر مكالمة فيديو آمنة ومُرتّبة مسبقًا.
يمكن للمرضى استخدام جهاز كمبيوتر أو هاتف ذكي أو جهاز لوحي. 
مكن البرنامج أربعة أضعاف عدد الاتصالات الافتراضية من الاتصالات المباشرة في السكتة الدماغية المجتمعية وفرق إصابات الدماغ المكتسبة في جنوب ويلز.
قامت هيئة الخدمات الصحية الوطنية في اسكتلندا والحكومة الأسكتلندية في مارس 2022 بتجديد عقودهما لمدة عام آخر، في اسكتلندا صُنِّفَت على أنها خدمة بالقرب مني ويشمل الآن استشارات جماعية سريرية. بين يناير 2021 ويناير 2022 تم إجراء أكثر من 985000 استشارة عبر الفيديو بالقرب مني مما أدى إلى تجنب سفر المرضى لمسافة 47 مليون ميل تقريبًا.